# نقش الفخيرية

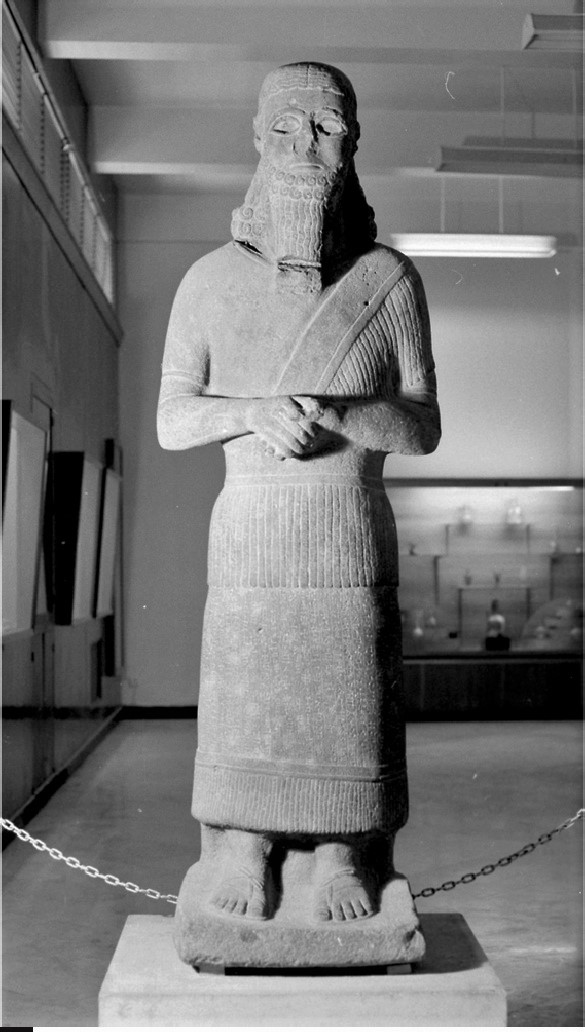

نقش الفخيرية أو نقش هديسعي أو نقش الفخيرية ثنائي اللغة. هو نصان أكدي وآرامي على تمثال حاكم جوزانا هديسعي. يعتبر النقش الآرامي أقدم نص طويل باللغة الآرامية

## اكتشاف النقش
بالمصادفة وفي أثناء فلاحة الأرض في الجزء الشمالي من تل الفخيرية بتاريخ 22 شباط 1979 كشف تمثال بازلتي ضخم لرجل واقف، وكان الرأس مفصولًا عن الجسد. ارتفاع التمثال 165 سم ويقف على قاعدة (45*46 سم)، وهو لرجل يشبه فنيًا تماثيل الملوك الآشوريين

## وصف النقشان
على الجزء السفلي لثوب الرجل بوجهيه نقشان، من الجهة الأمامية ويلتف لجهة الخلفية قليلًا نقش أكدي، من الجهة الخلفية نقش آرامي. ومن الواضح أن الكتابة بدأت بالنص الأكدي إذ ضاقت المساحة لنص الآرامي. العلاقة بين النقشين كبيرة، وهما متماثلان بالعديد من المقاطع، وربما يكون النص الآرامي ترجمة للنص الأكدي.

## تاريخ النقش
في الكتابات الآشورية يرد اسم شمش نوري (سس نوري) كحاكم سنوي (ليمو) في فترة حكم اشور- ناسير- ابلي (آشور ناصربال الثاني) سنة 866 ق.م، ومن المرجح أن ابنه صاحب النقش هديسعي حكم في فترة الاضرابات في آشور وضعف سيادتها على جوزانا، في نهاية حكم شولمانو- أشارئد (شلمنصر الثالث) أو بداية حكم شمشي أدد الخامس ) 
بين الأعوام 830 إلى 820 ق.م

## النص الآرامي
فيما يلي قراءة وترجمة فاروق إسماعيل للنص الآرامي
1. تمثال هديسعي الذي أقام قدام هدد سيكاني
2. منظم مياه السموات والأرض. ممطر الغنى. مانح الرعي
3. والمسقى لكل البلدان. مانح الهدوء والهبات
4. لكل الآلهة أخوته. منظم مياه الأنهار كلها. مغني
5. البلدان كلها. الإله الرحيم. الذي الصلاة له طيبة. ساكن
6. سيكاني. السيد العظيم. سيد هديسعي ملك جوزانا ابن
7. سس نوري ملك جوزانا. لأجل حياة نفسه ولطول أيامه
8. ولزيادة سنواته وسلامة بيته ولسلام ذريته ولسلام
9. أناسه ولمحو المرض منه ولسماع صلاته ولـ
10. قبول كلام فمه. كوّن ووهب له. وأي شخص آخر كان
11. ينقله لتكوينه من جديد فليضع اسمي عليه والذي يمحي اسمي منه
12. ويضع اسمه ليكن هدد الجبار خصمه. تمثال هديسعي
13. ملك جوزاناوسيكاني وازراني. من أجل رفعة وسيادة عرشه
14. ولطول حيواته. ولكي كلامه فمه إلى الآلهة وإلى الناس
15. يطيب. التمثال هذا صنع -أفضل من قبل- أمام هدد
16. ساكن سيكاني. سيد الخابور تمثاله أقام. من يمحي اسمي من آنية
17. بيت هدد سيدي. سيدي هدد طعامه وماؤه لن يقبل من
18. يده. شالا سيدتي طعامه وماؤه لن تقبل من يده. ولـ
19. يزرع ولا يحصد. وألف شعير ليزرع وليأخذ منه فرسًا واحدًا فقط
20. ومئة شاة لترضعن حملًا ولا يشبع. ومئة بقرة لترضعن
21. عجلًا ولا يشبع ومئة امرأة لترضعن طفلًا ولا يشبع
22. ومئة امرأة لتخبزن في تنور خبزًا ولا تملأنه. ومن حفرة قذارة ليلتقط أنفاسه. شعيرًا ليأكلوا
23. لكن الموت عصى نرجال لا ينقطع من أرضه

## النص الآكدي (آشوري حديث)
قراءة وترجمة ميللارد. تعريب فاروق إسماعيل 
1. إلى الإله أدد منظم مياه السموات والأرض ممطر
2. الغنى. مانح الرعي والمسقى
3. لأناس كل المدن. مانح
4. الحصص والقرابين .
5. الآلهة أخوته منظم مياه الأنهار
6. مغني المناطق الإله الرحيم
7. الذي الصلاة له طيبة. ساكن جوزانا
8. السيد العظيم. سيده أدد يتأي حاكم منطقة جوزانا
9. ابن شمش نوري حاكم منطقة جوزانا أيضًا
10. لأجل حياة نفسه لطول أيامه
11. زيادة سنواته. سلامة بيته. ذريته
12. وأناسه. لمحو مرض
13. جسمه. لسماع صلاتي
14. لقبول كلام فمي أنشأ و
15. وهب. من يرغب في تجديد الخراب فيه
16. ليضع اسمي حقًا.أيًا كان الذي
17. يمحو ويضع اسمه
18. ليكن أدد الجبار خصمه
19. تمثال أدد يتأي حاكم منطقة جوزانا
20. سيكاني وازراني
21. من أجل مد عرشه. طول فترة حكمه
22. كلام فمه طيبًا على الآلهة والناس
23. هذا التمثال- (أفضل) من السابق-
24. شُكل. أمام أدد
25. ساكن سيكانيسيد نهر الخابور
26. تمثاله أقام. أيًا كان الذي اسمي من وسط
27. أدوات بيت ادد سيدي
28. يمحو. ادد سيدي طعامه
29. ماؤه لا يقبل منه. شالا سيدتي
30. طعامه ماؤه كذلك. ليزرع ليته لا
31. يحصد. ليزرع ألفًا. سوتو ولحدًا
32. ليأخذ. مئة من الشياه لا تشبع
33. حملًا. مئة بقرة لا تشبع عجلًا.
34. ئة امرأة والدة لا تشبع طفلًا
35. مئة خبازة لا تملأ
36. تنورًا. في حفرة نفايات اللاقط
37. ليلقط. الداء وباء الطاعون
38. الأرق لا ينقطع عن أرضه.

## أنظر
- تل الفخيرية
- هدد

## وصلات خارجية
مشروع تنقيب تل الفخيرية